# Popia Góra (osada)
Popia Góra (kasz. Pòpiô Góra) – osada kaszubska w Polsce, położona w województwie pomorskim, w powiecie kościerskim, w gminie Karsin, na pograniczu Równiny Charzykowskiej i kompleksu leśnego Borów Tucholskich. Miejscowość wchodzi w skład sołectwa Zamość.
W latach 1975–1998 miejscowość należała administracyjnie do województwa gdańskiego.

## Nazwy źródłowe miejscowości
kasz. Pôpiô Góra, niem. Popiagorra.